# Monte Brandon
El monte Brandon (en irlandés Cnoc Bréanainn) posee 952 metros (3123 pies) y se encuentra ubicada en la Península de Dingle en el Condado de Kerry, Irlanda. Es el pico más elevado de la cordillera central sin nombre de la Península de Dingle y el noveno en altitud de toda la isla. También es el pico más elevado que no se encuentra en Macgillicuddy's Reeks. El monte Brandon lleva ese nombre por San Brandán y es el recorrido final de una peregrinación cristiana conocida como Cosán na Naomh. El pequeño pueblo de Brandon se encuentra al pie de la montaña, del lado norte.

## Geografía
El monte Brandon se encuentra en medio de una alta cordillera, en ocasiones denominada "Grupo Brandon" que corre de norte a sur de 10 kilómetros por la península. Esta cordillera también incluye los picos de: Barr an Ghéaráin con 840 metros (2760 pies), Binn Fhaiche con 822 metros (2697 pies), Más an Tiompán con 763 metros (2503 pies), y Piaras Mór con 748 metros (2454 pies).
El monte Brandon debe su superficie escarpada al trabajo de los glaciares locales en la edad de hielo, que extrajeron parte del corredor oriental de la montaña. La cima del Monte Brandon es redondeada y suave, ya que era un nunatak y presenta un amplio contraste con la superficie cónica de Barr an Ghéaráin, que en apariencia es casi alpino. La ladera occidental del Monte Brandon presenta un gran contraste, con su lado oriental, ya que se escapó en gran medida el efecto de la especulación de los glaciares presentando casi en su totalidad una pendiente cubierta de hierba.
La cañada en el lado este de la montaña es una serie de pasos de roca, cada una de las cuales incluye un pequeño lago paternóster. Hay al menos diez de estos lagos, que crecen en tamaño a medida que se desciende de la montaña. De mayor a menor éstos son: Chom an Chnoic (Coumaknock Loughs), Loch na Lice (Lough Nalacken) y Loch Cruite (Lough Cruttia).

## Galería
|                  |
| Vista de Brandon |

|                                             |
| La ruta de los peregrinos de Cosán na Naomh |

|                                     |
| Cosán na Naomh, cercano a la cumbre |

|        |
| Cumbre |

|                                |
| Santuario a los pies del monte |

|         |
| Brandon |